# Амикаль (футбольный клуб)
«Амикаль» (англ. Amicale F.C., фр. Amicale F.C., бисл. Amicale F.C.) — вануатский футбольный клуб из Порт-Вилы. Основан в 1986 году. Выступает в чемпионате Вануату. Домашние матчи проводит на стадионе Корман, вмещающем 10 000 зрителей.

## История
Клуб был основан в 1986 году. Является четырёхкратным чемпионом Вануату. Начиная с сезона 2011/2012 клуб является постоянным участником Лиги чемпионов ОФК, причём дважды (в сезонах 2010/11 и 2013/14) становился финалистом этого турнира.

## Достижения
- Чемпион Вануату: 4

2009-10, 2010-11, 2011-12, 2012-13